# João (nome)
João é um prenome muito comum na língua portuguesa e sua versão feminina é Joana. Este nome deve a sua popularidade a dois personagens do Novo Testamento, ambos santos muito reverenciados. O primeiro foi João, o Batista, um eremita judeu considerado o antecessor de Jesus Cristo. O segundo foi João, o Evangelista, um dos doze apóstolos de Cristo, autor do Evangelho de João e do livro de Apocalipse.
O nome João tem sua origem etimológica direta no latim: Ioannes que, por sua vez, é derivado do grego: Ιωάννης (Ioánnis). Todavia a origem etimológica primitiva encontra-se na língua hebraica: no nome יוחנן (Yôḥānān), forma reduzida de יהוחנן (Yəhôḥānān). Em português antigo era Oane, Oanes, Joane, Joannes. 
O significado da forma hebraica de João é "Jeová é propício", "Jeová Mostrou Favor", "Jeová Foi Clemente", "Jeová é misericórdia" ou "Graça Divina".
O nome é uma junção da parte inicial do nome hebraico יהוח (transliterado:YHWH, tetragrama que representa o nome pessoal de Deus na bíblia) com a palavra חָנַן ("ḥānān"), que significa graça, e que unificadas resultam em Yôḥānān.
Conforme a Concordância Strong (H2603), a palavra Chanan significa literalmente "graça", "benção" ou "misericórdia". Uma transliteração do hebraico Yochanan para a forma latinizada seria a junção das palavras Deus (latim, Theos) e graça (gratia), oque aproximadamente resultaria em Teográcio ou Teograciano.

## Versões do nomeJoãoem alguns idiomas
- Hebraico bíblico: יהוחנן Yəhôḥānān
- Hebraico bíblico: יוחנן Yôḥānān
- Alemão: Johannes
- Arabe: يحيى (Yaḥyā), يوحنا (Yuḥanna)
- Turco: Yahya
- Grego moderno: Γιάννης (Yánnis), Γιάννη (Yánni), Γιάννος (Yánnos), diminutivo Γιαννάκης (Yannákis), feminimo Γιάννα (Yánna), diminutivo feminino Γιαννούλα (Yannúla)
- Latim: Ioannes, Joannes, feminino Ioanna, Joanna
- Albanês: Gjon
- Catalão: Joan, diminutivo Jan, feminino Joana
- Tcheco/polaco: Jan
- Dinamarquês/neerlandês/sueco: Jan, Jonny
- Estoniano/estónio: Jaan,Jaak
- Esperanto: Johano
- Francês: Jean, feminino Jeanne, feminino diminutivo Jeannette
- Alemão: Johann, feminino Johanna; diminutivo masculino Hans
- Húngaro: Ján, János, diminutivos: Jani, Jancsi
- Indonésio: Yohanes
- Inglês: John, feminino Jane, Jean, Joan, Johna, diminutivo masculino Johnny, Jack, Jacky
- Irlandês: Seán, feminino Sinéad, Siobhán
- Islandês: Jóhannes,  feminino Jóhanna
- Letão: Janis
- Lituano: Jonas
- Italiano: Giovanni, Gianni, feminino Giovanna, Gianna, Ivana
- Japonês: ヨハネ (Yohane)
- Coreano: 요한 (Yohwan)
- Castelhano: Juan, feminino Juana, diminutivo feminino Juanita
- Galês: Evan, Jone, Shone, Ioan
- Gaélico escocês: Ian, Iain, feminino Sineád
- Búlgaro: Иван (Ivan), feminino Ивана (Ivana)
- Russo: Иван (Ivan), diminutivo Ваня (Vanya), feminino Ивана (Ivana) (raro)
- Croata/eslovaco: Ivan, Ian, feminino Ivana
- Polaco: Jan, feminino Janina, Joanna
- Romeno/moldavo: Ion, feminino Ioana
- Ucraniano: Іван (Ivan), feminino Іванна (Ivanna)
- Galego: Xoán, feminino Xoana
- Bretão: Yann, sem versão feminina

## Pessoas notáveis

### Nobreza
- João I (r. 1385–1433)
- João II (r. 1477)
- João III (r. 1521–1557)
- João IV (r. 1640–1656)
- João V (r. 1705–1750)
- João VI (r. 1816–1826)
- João I da Inglaterra (r. 1199–1216)

### Cristianisno
- João Batista
- João, o Evangelista
- Papa João Paulo II
- João da Cruz
- João Crisóstomo